# Corona de Aragón en la colonización de las Indias
Pese a que la historia liga tanto el descubrimiento como la conquista de la Indias a la corona de Castilla, la influencia de la corona de Aragón en la conquista de las Indias, aunque mucho menor, no fue despreciable. 

## Aragón y el descubrimiento
La intervención aragonesa en el descubrimiento de América fue notoria, al contrario de lo que comúnmente se cree.
El valenciano Luis de Santángel, escribano de ración de Aragón e íntimo del rey Fernando, abogó ante los reyes en favor de la causa de Colón, y además, adelanto de su fortuna personal, y sin intereses, los 1.140.000 maravedíes que correspondía pagar a la corona, que constituía más de la mitad de los 2.000.000 que costó organizar el primer viaje.
Otros dos aragoneses, próximos a Don Fernando, apoyaron la causa de Colón ante los reyes. Fueron Juan Cabrero, camarero del rey, y Gabriel Sánchez, tesorero real de Aragón. Y también fue otro aragonés el que negoció con Colón las Capitulaciones de Santa Fe, el secretario Juan de Coloma.

## Exploradores, conquistadores y fundadores
- El jefe militar del segundo viaje de Colón fue Pedro de Margarit, ampurdanés.,[2] y le acompañaban varios súbditos de la Corona de Aragón, que participaron activamente en la conquista de la isla Española. Entre ellos se encontraba el Padre Boyl, benedictino de Montserrat, que fue nombrado por el Papa primer Vicario apostólico de las tierras descubiertas. Tanto Margarit como Boyl volvieron a España debido a sus desavenencias con los Colón. En este viaje se bautizó a una de las islas descubiertas con el nombre de Montserrat.
- El 26 de julio de 1527 Juan Martín de Ampués, zaragozano, funda Coro (Venezuela).
- Luis de Zaragoza y Martín Díez de Aux acompañan a Hernán Cortés en la conquista de México.
- Jaime Rasquin, valenciano, fue uno de los conquistadores del Río de la Plata. A finales de 1557 firma capitulaciones con el rey para una nueva expedición en la que se compromete a fundar cuatro pueblos en el Río de la Plata.
- Jerónimo Ortal, de Zaragoza, explora en 1531 las cuencas del Orinoco y de los ríos Huyaparí y Meta.
- En 1638 el conquistador catalán nacido en Piera, Barcelona, Joan Orpí funda Nueva Barcelona en el estado de Anzoategui, en la actual Venezuela.
- El valenciano Diego Ramírez de Arellano participó entre 1618 a 1619 en la expedición de los hermanos García Nodal al Estrecho de Magallanes, siendo el descubridor de la llamadas en su honor Islas Diego Ramírez. En 1620 es nombrado piloto mayor de la Casa de Contratación de Sevilla.
- Pedro Porter y Casanate, (Zaragoza 1610, Chile 1662) explora la Baja California entre 1643 y 1651, y fallece en el sur de Chile luchando contra los araucanos. (enlace roto disponible en Internet Archive; véase el historial, la primera versión y la última).
- Félix de Azara, (Barbuñales (Huesca) 1741,... ) fue técnico de la Comisión de Límites de la frontera hispano-portuguesa en Paraguay.
- Juan Antonio Artigas y Ordovás "el Viejo", de La Puebla de Albortón (de Zaragoza), fue uno de los fundadores y primeros pobladores de Montevideo. Era abuelo del libertador de Uruguay, José Gervasio Artigas.
- Manuel Tolsá, Enguera, Valencia 1757, tras formarse en un ambiente ilustrado con personalidades de la cultura de la época (Cavanilles, Mayans, Pérez Bayer, Ponz), embarcó hacia Veracruz para dirigir la Academia de San Carlos de México, allí vieron la luz destacadas obras, como la escultura de Carlos IV, palacio de Minería (inspirado en la Aduana de Valencia), fachada de la catedral de México, etc.[3]
- Pedro Alberni, militar catalán conocido por explorar el Noroeste del Pacífico en la década de 1790 y por ser el noveno gobernador español de la Alta California.
- Gaspar de Portolá, militar catalán, primer gobernador de Las Californias y líder de la expedición a la Alta California que dio lugar a las fundaciones de San Diego y Monterrey.

## Políticos
- Melchor Navarra y Rocafull, (Torrelacárcel 1626, Portobelo en 1691), fue virrey y capitán general del Perú entre 1681 y 1689.
- Pedro de Cebrián y Agustín, conde de Fuenclara, (Luceni 1687, Madrid en 1752). Virrey de Nueva España entre 1742 y 1746. Conquista y coloniza la Sierra Gorda.
- El catalán Manuel Amat y Juniet fue virrey de Perú y presidente de la Audiencia de Lima.
- Manuel de Oms y de Santa Pau, y Gabriel de Avilés y del Fierro, catalanes, también fueron virreyes del Perú en la época colonial.
- Pedro Fages, soldado y explorador catalán, segundo gobernador de la Alta California.

## Religiosos
- El franciscano Fray Francisco Hermenegildo Garcés (Morata del Conde (actualmente Morata de Jalón) 1738. Arizona 1781) recorrió los territorios de suroeste norteamericano en la región del río Gila y Nuevo México y descubrió Nevada. Fundó misiones en el río Colorado y murió a manos de los indios en 1781. Muchos franciscanos aragoneses siguieron sus huellas en las misiones de Nueva España y en el suroeste norteamericano.
- Juan de Palafox y Mendoza fue Fiscal de Indias en tiempos de Felipe III (IV de Castilla). Se ordenó sacerdote, pero siguió ocupando cargos políticos, hasta que en 1640 es designado obispo de Puebla de los Ángeles, en Nueva España.
- En 1768 los mallorquines fray Junípero Serra, fray Francisco Palou y fray Joan Crespí exploran y evangelizan la Alta California.
- El catalán Marià Martí i Estadella (1719-1792) fue Obispo de Caracas.[4]
- El jesuita valenciano Rafael Ferrer (siglo XVI) especialista en lenguas indígenas y autor de "Compendio de la doctrina cristiana en lengua cofana".[5]
- El misionero oriolano Juan Fernández (Orihuela 1640-Nueva España 1693) Autor de varios estudios, especialmente etnográficos ("Relación de los indios seri", etc.)
- Antonio Margil de Jesús, Valencia 1657, un siglo anterior a Junipero Serra. Fue el misionero que más kilómetros recorrió en todas las Indias. En Nicaragua escribió una "Gramática de la lengua tzotzil. Tras ser capturado y atado a un árbol por los indios choles (gracias a su oratoria logró la libertad), erigió hasta ocho iglesias en la zona.
- El fraile dominico san Luis Beltrán, evangelizador de las riberas del caudaloso Magdalena en tiempos de Felipe II.[6]

## La exclusión de la Corona de Aragón en el comercio con las Indias
Este es un tema bastante controvertido ya que existen referencias contradictorias. Uno de los puntos que crean la confusión es el testamento de Isabel la Católica. Otro, el hecho de que hasta Carlos III, solo la Casa de Contratación, establecida primero en Sevilla y luego en Cádiz, centralizaba el comercio con América, obligando a todos los buques a salir de esos puertos andaluces, y por tanto, castellanos.
En su testamento, escrito en Medina del Campo, en noviembre de 1504, la reina dice:

esta mandado que las alcaydías e tenençias e gouernaçión de las çibdades e villas e lugares e ofiçios que tienen añexa jurisdiçión alguna, en qualquier manera, e los ofiçios de la hasienda e de la casa e corte, e los ofiçios mayores del reyno, e los ofiçios de las çibdades e villas e lugares del, no se den a estrangeros

A veces se interpreta la expresión estrangeros como no pertenecientes a la Corona de Castilla. Otros opinan que se refiere a lo que hoy consideramos extranjeros, para evitar que los próximos a Felipe el Hermoso ocupasen puestos de responsabilidad. 

OTROSÍ, por quanto las Yslas e Tierra Firme del Mar Oçéano, e Yslas de Canaria, fueron descubiertas e conquistadas a costa destos mis reynos e con los naturales dellos, e por esto es rasón quel trato e prouecho dellas se aya e trate e negoçie destos mis reynos de Castilla e León, e en ellos e a ellos venga todo lo que de allá se traxiere. 

Por ende, ordeno e mando que así se cunpla, así en las que fasta aquí son descubiertas, como en las que se descubrieren de aquí adelante e no en otra parte alguna.

No obstante, unos párrafos más adelante, cede el 50% de los beneficios a su esposo:

...le sean dados e pagados cada año, para toda su vida, para sustentaçión de su estado real, la mitad de lo que rentaren las Islas e Tierra Firme del Mar Oçéano, que fasta agora son descubiertas, e de los prouechos e derechos justos que en ellas ouiere, sacadas las costas e gastos que en ellas se hizieren...

Según la Enciclopedia Aragonesa, pese a estas disposiciones, desde el fallecimiento de la reina Isabel en 1504, hasta que Felipe III (1578-1621) concede el libre acceso a Indias a todos los súbditos de su monarquía, según los datos de la Casa de Contratación, hay súbditos de la Corona de Aragón que participan en la conquista y colonización de las Indias.
Otras fuentes dicen que, en 1511, Fernando el Católico otorga el libre acceso a las Indias de todos los naturales de sus reinos sin pedirles información.
Y otras que fue en 1526 cuando el rey permite el libre comercio con Indias.siendo revocada para los súbditos no castellanos por Felipe II en 1573 al establecer la escolta de galeones para la carrera de Indias.
Y otras más dicen 

La denominada Carrera de Indias incluía todo el comercio y navegación de España con sus colonias, y se fue configurando en la primera mitad del siglo XVI, hasta lograr su definitiva organización hacia 1561. Desde los viajes de Colón, la Corona había manifestado que el derecho a comerciar con las Indias debía estar reservado únicamente a los súbditos de la monarquía española.

La Carrera de Indias  Consejería de Educación del Gobierno Canario

Pese a todas estas interpretaciones, el hecho es que, prácticamente desde el descubrimiento, hubo súbditos de la Corona de Aragón entre los navegantes, conquistadores, políticos, religiosos, comerciantes, administradores de la Casa de Contratación y colonizadores de América. Pero no se puede negar que su participación es muy inferior a la de los súbditos de la Corona de Castilla. Si bien es necesario señalar que la población de la Corona de Aragón era inferior a la de la Corona de Castilla, y que su comercio se concentraba más con el Mediterráneo por evidentes razones geográficas.

## El comercio entre la Corona de Aragón y las Islas y Tierra firme
En 1502 el rey autoriza al zaragozano Juan Sánchez para que flete con Alonso Bravo cinco naves para comerciar con La Española.
La existencia de la Casa de Contratación y la obligación de participar en la Flota de Indias que solo podía zarpar desde Cádiz o Sevilla para comerciar con América, obligó a muchos comerciantes a establecerse en dichas ciudades.
Así podemos ver que los comerciantes forasteros establecidos en Cádiz ya a mediados del XVI y probablemente ligados a la Carrera de Indias son: 5 castellanos (4 de Burgos), 6 catalanes, 1 gallego, 6 vascos, 1 valenciano, 1 aragonés, 1 cordobés y varios toledanos. Además hay 40 comerciantes extranjeros. Martínez Shaw opina que, en el primer tercio del siglo XVII, Cádiz se consolida como desembocadura de la exportación catalana, mercado de artículos coloniales con destino al Principado de Cataluña y plataforma única para la empresa americana y considera que juega un papel similar para la burguesía mercantil valenciana.